# Non vedo l'ora di abbracciarti
Non vedo l'ora di abbracciarti è un singolo del gruppo musicale italiano Eugenio in Via Di Gioia, pubblicato il 9 aprile 2021.

## Video musicale
Il videoclip del brano, diretto da Giorgio Blanco, è stato pubblicato il 13 aprile 2021 sul canale YouTube del gruppo.

## Tracce
1. Non vedo l'ora di abbracciarti – 3:20